# الرويس (فلسطين)
الرويس كانت قرية فلسطينية تقع على بعد 12 كم شرق عكا وهي من أصغر قرى الجليل. لا مستعمرات إسرائيلية على أراضي القرية.

## تاريخ القرية
الرويس هي إحدى قرى عائلة أبو الهيجاء التي اقتطعها صلاح الدين الأيوبي تكريمًا للمجاهد أبو الهيجاء. وتضم هذه القرى عين حوض، الرويس، حدثا، كوكب أبو الهيجاء وسيرين.
الرويس قرية حديثة نسبيًا؛ إمتلك أهالي حدثا من عائلة أبو الهيجاء أرض الرويس مشاعا بينهم وكانوا يفلحونها، يعزبون بها ويقيمون حتى انتهاء الموسم، فيجمعون المحاصيل ويعودون إلى حدثا. في أواخر القرن الثامن عشر أقام بعضهم في تلك الأرض بشكل دائم وبهذا بدأت تتشكل القرية.

## القرية قبل 1948
كانت القرية أرض زراعية، زرع بها 222 دونم من البساتين المروية، 40 دونم من الزيتون، 844 دونم من الحبوب. أما عن البناء فكان هناك 15 دونم مبنية، و82 دونم بور.

## احتلال القرية
احتلت القرية في 16 تموز 1948 في سياق ما يسمى في الرواية الإسرائيلية بعملية ديكل. كان لسقوط مدينة حيفا، ومذبحة دير ياسين أثر كبير لما حدث في القرية. لقد نزح الأهالي عن قريتهم خوفا من الهجوم الإسرائيلي المتوقع، ولم تسمح السلطات الإسرائيلية لهم بالعودة للقرية رغم انتهاء المعارك. هدمت القرية بعد سنة من احتلالها، وتم هدم المسجد بعد سنتان من تهجيرها. نزح غالبية أهل القرية إلى قرية طمرة. كما نزح عدد قليل من الأهالي إلى لبنان.

## وصلات خارجية
- الرويس ترحب بكم